# Sveti Bonifacij

Bonifacij  (latinsko Bonifatius; ok. 675  – 5. junij 754), rojen v Creditonu v anglosaški Angliji, je bil vodilna oseba v anglosaški misiji v germanskih delih Frankovskega cesarstva v osmem stoletju. Organiziral je pomembne temelje cerkve v Nemčiji in papež Gregor III. ga je imenoval za nadškofa Mainza. Leta 754 je bil mučen v Friziji, skupaj z 52 drugimi, njegovi posmrtni ostanki pa so bili vrnjeni v Fuldo, kjer počivajo v sarkofagu, ki je postal romarski kraj. Bonifacijevo življenje in smrt ter njegovo delo je postalo splošno znano, saj je bilo na voljo ogromno gradiva - številni življenjepisi, zlasti skoraj sočasno Vita Bonifatii auctore Willibaldi, pravni dokumenti, morda nekaj pridig in predvsem njegova korespondenca. V krščanski cerkvi ga častijo kot svetnika in postal je zavetnik Germanije, znan kot » apostol Nemcev «.
Norman F. Cantor omenja tri vloge, ki jih je Bonifacij igral in so ga naredile »enega zares izjemnih ustvarjalcev prve Evrope, kot apostola Germanije, reformatorja frankovske cerkve in glavnega pobudnika zavezništva med papeštvom in karolinško družino."  S svojimi prizadevanji za reorganizacijo in ureditev frankovske cerkve je pomagal oblikovati latinsko cerkev v Evropi in številne škofije, ki jih je predlagal, obstajajo še danes. Po mučeniški smrti so ga v Fuldi in drugih območjih v Nemčiji in Angliji kmalu pričeli častiti kot svetnika. Nemški katoličani ga še danes močno častijo. Bonifacija slavijo kot misijonarja; velja za združevalca Evrope, nemški katoličani pa za nacionalno osebnost. Leta 2019 je Svet okrožja Devon ob podpori anglikanske in katoliške cerkve v Exeterju in Plymouthu uradno priznal svetega Bonifacija za zavetnika Devona.

## Zgodnje življenje in prva misija v Frizijo
Najzgodnejši Bonifacijev življenjepis, Vilibaldov, ne omenja njegovega kraja rojstva, vendar pravi, da je v zgodnjem otroštvu obiskoval samostan, ki ga je vodil opat Wulfhard v Escancastre,  ali Examchestru, kar naj bi označevalo Exeter, in je bil morda eden od mnogih monasteriola, ki so jih zgradili lokalni posestniki in cerkveniki; nič drugega ni znanega o njem razen Bonifacijev življenjepis. Verjame se, da je ta samostan bil na mestu cerkve sv. Marije Major v mestu Exeter, ki je bila porušena leta 1971, poleg katere je bila pozneje zgrajena katedrala v Exeterju. Poznejše izročilo postavlja njegovo rojstvo v Crediton, vendar je najzgodnejša omemba Creditona v povezavi z Bonifacijem iz zgodnjega štirinajstega stoletja, v Legendi Sanctorum Johna Grandissona: Pravi pouk za dneve svetnikov glede na uporabo Exeterja. V enem od svojih pisem Bonifacij omenja, da je bil "rojen in vzgojen ... [na] sinodi v Londonu",  vendar je morda govoril metaforično.  Njegovo angleško ime je zabeleženo kot Winfrid ali Winfred.
Po vitae je bil Winfrid iz spoštovane in uspešne družine. Proti očetovi volji se je že zgodaj posvetil samostanskemu življenju. Nadaljnje teološko izobraževanje je prejel v benediktinskem samostanu in duhovniku Nhutscelle (Nursling),  nedaleč od Winchestra, ki je pod vodstvom opata Winberta prerasel v marljivo središče učenja v tradiciji Aldhelma. Winfrid je poučeval v opatijski šoli in pri 30 letih postal duhovnik; v tem času je napisal latinsko slovnico, Ars Grammatica, poleg razprave o verzih in nekaj ugank, ki jih je navdihnil Aldhelm. Čeprav je malo znanega o Nurslingu zunaj Bonifacijevega življenjepisa, se zdi jasno, da je bila tamkajšnja knjižnica pomembna. Da bi Bonifacija oskrbel z materiali, ki jih je potreboval, bi vsebovala dela Donata, Priscijana, Izidorja in mnogih drugih. Okoli leta 716, ko je umrl njegov opat Wynberth iz Nurslinga, so ga povabili (ali pričakovali), da prevzame njegov položaj - možno je, da sta bila v sorodu, in praksa dedne pravice med zgodnjimi Anglosasi bi to potrdila. Winfrid pa je zavrnil položaj in se leta 716 odpravil na misijonarsko odpravo v Frizijo .

## Zgodnje misijonsko delo v Friziji in Germaniji
Bonifacij je prvič odšel na celino leta 716. Odpotoval je v Utrecht, kjer je od leta 690 deloval Vilibrord, »apostol Frizijcev«. Eno leto je preživel z Vilibrordom in pridigal na podeželju, vendar so bila njihova prizadevanja zaman zaradi vojne, ki je takrat potekala med Karlom Martelom in Radbodom, kraljem Frizijcev. Vilibrord je pobegnil v opatijo, ki jo je ustanovil v Echternachu (v današnjem Luksemburgu), medtem ko se je Bonifacij vrnil v Nursling.
Bonifacij se je naslednje leto vrnil na celino in odšel naravnost v Rim, kjer ga je papež Gregor II. preimenoval v "Bonifacij" po (legendarnem) mučencu iz četrtega stoletja Bonifaciju iz Tarza in ga imenoval za misijonarskega škofa za Germanijo - postal je škof brez škofije za območje, ki ni imelo nobene cerkvene organizacije. Nikoli se ne bi vrnil v Anglijo, čeprav si je vse življenje dopisoval s svojimi rojaki in sorodniki.
Po vitae je Bonifacij posekal Donarjev hrast, ki ga je Vilibald latiniziral kot "Jupiterjev hrast," v bližini današnjega mesta Fritzlar v severnem Hessnu. Po njegovem zgodnjem življenjepiscu Vilibaldu je Bonifacij začel podirati hrast, ko je nenadoma močan veter, kot po čudežu, odpihnil starodavni hrast. Ko ga bogovi niso udarili, so bili ljudje presenečeni in so se spreobrnili v krščanstvo. Na tem mestu je iz njegovega lesa zgradil kapelo, posvečeno svetemu Petru  — kapela je bila začetek samostana v Fritzlarju. Ta pripoved iz njegovega življenja je stilizirana tako, da prikazuje Bonifacija kot edinstvenega lika, ki edini deluje za izkoreninjenje poganstva. Lutz von Padberg in drugi poudarjajo, da je življenjepis izpustil to, da je bila akcija najverjetneje dobro pripravljena in široko oznanjena vnaprej za največji učinek ter da Bonifacij ni imel veliko razlogov za strah za svojo osebno varnost, saj je bila frankovska utrjena naselbina Büraburg v bližini. Po Vilibaldu je Bonifacij pozneje dal zgraditi cerkev s pripadajočim samostanom v Fritzlarju, po izročilu, na mestu prej zgrajene kapele.

## Bonifacij in Karolingi
Za Bonifacijevo delo je bila bistvena podpora frankovskih majordomov palače (maior domos) in pozneje zgodnjih pipinidskih in karolinških vladarjev. Bonifacij je bil od leta 723 dalje pod zaščito Karla Martela. Krščanski frankovski voditelji so želeli premagati svojo rivalsko silo, poganske Sase, in vključiti saške dežele v svoj rastoči imperij. Bonifacijeva akcija uničenja avtohtonih germanskih poganskih krajev je morda koristila Frankom v njihovi kampanji proti Sasom.
Leta 732 je Bonifacij ponovno odpotoval v Rim, da bi poročal, in papež Gregor III. mu je podelil palij kot nadškofa z jurisdikcijo nad ozemljem, ki je današnja Nemčija. Bonifacij se je ponovno odpravil v nemške dežele in nadaljeval svoje poslanstvo, a je s svojo avtoriteto deloval tudi na odnosih med papeštvom in frankovsko cerkvijo. Rim je želel večji nadzor nad to cerkvijo, katera se mu je zdela preveč neodvisna in ki je bila v Bonifacijevih očeh podvržena posvetni korupciji. Karel Martel je po porazu sil Umajadskega kalifata med bitko pri Toursu (732) nagradil številne cerkve in samostane z zemljišči, vendar so običajno njegovi podporniki, ki so imeli cerkvene urade, smeli izkoristiti to posest. Bonifacij je moral počakati do leta 740, preden je lahko poskušal rešiti to situacijo, v kateri so bili frankovski cerkveni uradniki v bistvu sinekure, cerkev sama pa se je le malo ozirala na Rim. Med svojim tretjim obiskom v Rimu leta 737–38 je postal papeški legat za Nemčijo.
Po Bonifacijevem tretjem potovanju v Rim je Karel Martel ustanovil štiri škofije na Bavarskem ( Salzburg, Regensburg, Freising in Passau) in jih dal Bonifaciju kot nadškofu in metropolitu nad celotno Nemčijo vzhodno od Rena. Leta 745 je dobil Mainz za metropolitanski sedež. Leta 742 je eden od njegovih učencev, Sturm (znan tudi kot Sturmi ali Sturmius), ustanovil opatijo Fulda nedaleč od Bonifacijeve prejšnje misijonarske postojanke v Fritzlarju. Čeprav je bil Sturm ustanovni opat Fulde, je Bonifacij zelo sodeloval pri ustanovitvi. Začetno donacijo za opatijo je podpisal Karlan, sin Karla Martela, in zagovornik Bonifacijevih reformnih prizadevanj v frankovski cerkvi. Sam Bonifacij je razložil svojemu staremu prijatelju Danielu Winchesterskemu, da brez zaščite Karla Martela "ne more niti upravljati svoje cerkve, braniti svoje duhovščine niti preprečiti malikovanja".
Po mnenju nemškega zgodovinarja Guntherja Wolfa je bil vrhunec Bonifacijeve kariere Concilium Germanicum, ki ga je organiziral Karlman na neznani lokaciji aprila 743. Čeprav Bonifacij ni mogel obvarovati cerkve pred zasegi lastnine s strani lokalnega plemstva, je dosegel en cilj, sprejetje strožjih smernic za frankovsko duhovščino, ki je pogosto izhajala neposredno iz plemstva. Po Karlmanovem odstopu leta 747 je ohranil včasih turbulentne odnose s frankovskim kraljem Pipinom; trditev, da bi leta 751 v Soissonsu okronal Pipina, je zdaj na splošno diskreditirana. 
Bonifacij je uravnotežil to podporo in poskušal ohraniti nekaj neodvisnosti, tako da je pridobil podporo papeža in bavarskih vladarjev Agilolfingov. Na frankovskem, hesenskem in turinškem ozemlju je ustanovil škofiji Würzburg in Erfurt. Z imenovanjem svojih privržencev za škofe je lahko ohranil nekaj neodvisnosti od Karolingov, ki so mu najverjetneje bili zadovoljni, da so mu dali manevrski prostor, dokler je bilo krščanstvo vsiljeno Sasom in drugim germanskim plemenom.

## Zadnja misija v Friziji
Glede na vitae, Bonifacij ni nikoli opustil upanja, da bi spreobrnil Frizijce, in se je leta 754 s spremstvom odpravil v Frizijo. Krstil je veliko število in sklical občni zbor za birmo v kraju nedaleč od Dokkuma, med Franekerjem in Groningenom. Namesto spreobrnjencev pa se je pojavila skupina oboroženih roparjev, ki so ubili ostarelega nadškofa. Življenjepis omenja, da je Bonifacij prepričeval svoje (oborožene) tovariše, naj položijo orožje: »Nehajte se bojevati. Položite orožje, kajti v Svetem pismu nam je rečeno, naj ne vračamo hudega za hudo, ampak premagujemo zlo z dobrim." 
Potem ko so ubili Bonifacija in njegovo družbo, so frizijski razbojniki preiskali njihovo posest, vendar so ugotovili, da prtljaga družbe ni vsebovala bogastva, ki so si ga obetali: »razbili so skrinje s knjigami in na njihovo grozo ugotovili, da vsebujejo rokopise namesto zlatih posod, strani svetih besedil namesto srebrnih plošč."  Te knjige so poskušali uničiti, piše že v najzgodnejšem življenjepisu, in to poročilo je podlaga za status Ragyndrudisovega kodeksa, ki je danes v Fuldi kot bonifacijeva relikvija in je domnevno ena od treh knjig, ki so jih na polju našli kristjani, ki so ga pozneje pregledali. Od teh treh knjig Ragyndrudisov kodeks ima poškodbe ali zareze, ki bi jih lahko naredili z mečem ali sekiro. Ta zgodba se zdi potrjena v utrechtski hagiografiji Vita altera, ki poroča, da je očividec videl, da je svetnik v trenutku smrti držal evangelij kot duhovno zaščito. Zgodba je pozneje ponovljena v Otlohovem življenjepisu; v tem času se zdi, da je bil Ragyndrudisov kodeks trdno povezan z mučeništvom.
Bonifacijevi posmrtni ostanki so bili s frizijskega podeželja premeščeni v Utrecht in nato v Mainz, kjer si viri nasprotujejo glede obnašanja Lullusa, Bonifacijevega naslednika kot nadškofa v Mainzu. V skladu z Vilibaldovim življenjepisom je Lullus dovolil premestitev trupla v Fuldo, medtem ko je (kasneje) Vita Sturmi, hagiografija Sturma, ki jo je napisal Eigil iz Fulde, Lullus poskušal preprečiti selitev in obdržati telo v Mainzu. 
Njegovi ostanki so bili na koncu pokopani v opatijski cerkvi v Fuldi, potem ko je nekaj časa počival v Utrechtu, in so pokopani v svetišču pod velikim oltarjem katedrale v Fuldi, prej opatijske cerkve. Obstaja dober razlog za domnevo, da je bil evangelij, ki ga je držal v rokah, Codex Sangallensis 56, ki kaže poškodbo zgornjega roba, ki je bil zaradi popravila odrezan.

## Čaščenje

### Fulda
Bonifacija so v Fuldi začeli častiti takoj po njegovi smrti; njegov grob so okoli deset let po pokopu opremili z okrasno grobnico, grob in relikvije pa so postale središče opatije. Fuldski menihi so molili za novoizvoljene opate na mestu groba, preden so jih pozdravili, in vsak ponedeljek so se svetnika spominjali v molitvi, menihi so se poklonili in recitirali 50. psalm. Potem ko je bila opatijska cerkev prezidana v Ratgarsko baziliko (posvečena leta 791), so Bonifacijeve ostanke prenesli v nov grob: ker so cerkev povečali, je bil njegov grob, prvotno na zahodu, zdaj na sredini; njegove relikvije so leta 819 prenesli v novo apsido . Od takrat naprej je Bonifacij, kot pokrovitelj opatije, veljal za duhovnega priprošnjika za menihe in zakonitega lastnika opatije in njene posesti, zato so vse donacije opatiji potekale v njegovem imenu. Počastili so ga na dan mučeništva, 5. junija (z mašo, ki jo je napisal Alkuin), in (okoli leta 1000) z mašo, posvečeno njegovemu imenovanju za škofa, 1. decembra. 

### Dokkum
Vilibaldov življenjepis opisuje, kako je obiskovalec na konju prišel na kraj mučeništva in kopito njegovega konja se je zagozdilo v blatu. Ko so ga sprostili, je začel izvirati vodnjak. V času Vita altera Bonifatii (9. stoletje) je bila na mestu cerkev, vodnjak pa je postal "izvir sladke vode", ki se uporablja za posvečevanje ljudi. Vita Liudgeri, hagiografsko poročilo o delu Ludgerja, opisuje, kako je Ludger sam zgradil cerkev in si delil naloge z dvema drugima duhovnikoma. Po besedah Jamesa Palmerja je bil vodnjak velikega pomena, saj je bilo svetnikovo telo na stotine kilometrov stran; fizičnost vodnjaka je omogočala stalno povezavo s svetnikom. Poleg tega je Bonifacij pomenil Dokkumovo in Frizijsko »povezavo z ostalim (frankovskim) krščanstvom«.

## Spominska obeležja
Praznik svetega Bonifacija praznujejo 5. junija v Rimskokatoliški cerkvi, Luteranski cerkvi, Anglikanskem občestvu in Vzhodni pravoslavni cerkvi .
Slavni kip svetega Bonifacija stoji na ozemlju katedrale v Mainzu, sedežu nadškofa v Mainzu . Sodobnejša izvedba stoji proti cerkvi sv. Petra v Fritzlarju.
Nacionalno svetišče Združenega kraljestva se nahaja v katoliški cerkvi v Creditonu v Devonu, ki ima relief posekanega Thorovega hrasta kiparja Kennetha Carterja. Skulpturo je odkrila princesa Margaret v svojem rodnem Creditonu, ki se nahaja v parku Newcombes Meadow. Tam je tudi serija slik Timothyja Moora. V Združenem kraljestvu je kar nekaj cerkva, posvečenih svetemu Bonifaciju: Bunbury, Cheshire; Chandlerjev Ford in Southampton Hampshire; Adler Street, London; Papa Westray, Orkney; St Budeaux, Plymouth (zdaj porušen); Bonchurch, otok Wight; Cullompton, Devon.
St Boniface Down, najvišja točka na otoku Wight, je poimenovana po njem.